# Uzun Hasan
Uzun Hasan (turkmeński: اوزون حسن, azerbejdżański: Uzun Həsən, perski: اوزون حسن) (ur. 1423, zm. 6 stycznia 1478) – azerski sułtan Ak Kojunlu w latach 1454–1478.
Opanował znaczne połacie ziem w Azerbejdżanie, Iraku i Iranie. Emirowie Synopy i Karamanii byli jego sojusznikami, jak również byli nim królowie Gruzji, Mingrelli i Abchazji. W jego żyłach płynęła w znacznym stopniu krew chrześcijańska. Jego babka ze strony ojca była księżniczką Trebizondy, a jego matka Sara Chatun chrześcijańską arystokratką z północnej Syrii. Poślubił księżniczkę trapezuncką, córkę cesarza Jana IV Komnena – Despinę Chatun. W  1469 sułtan wygrał walkę o dominację z plemionami Kara Kojunlu. Z kolei wojna osmańsko-turkmeńska (1472–1473) zakończyła się klęską. Uzun Hasan w 1473 wysłał listy do władców chrześcijańskich wzywające do wspólnego ataku przeciw Turkom Osmańskim i Mamelukom. 11 sierpnia 1473 roku Mehmed II Zdobywca rozgromił w wielkiej bitwie pod Başkentem armię Uzun Hasana dzięki swej przewadze w artylerii i broni palnej. Wprawdzie Turcy nie ruszyli dalej na wschód i wkrótce podpisali z Uzun Hasanem pokój w dniu 24 sierpnia. Warunki pokoju nie były ciężkie dla pokonanych, gdyż Turkmeni utracili jedynie niewielkie tereny. Ustalono granicę na Eufracie, a Uzun Hasan zobowiązał się nie atakować Turków. Również Turkmeni z Azji Mniejszej zaakceptowali ostatecznie władzę Osmanów.